# Jorma Taccone
Jorma Taccone   (Berkeley, 19 de març de 1977) es un còmic, escriptor, actor i director de cinema estatunidenc. És membre de The Lonely Island, un grup de comèdia que va tindre èxit en Internet, que inclou a l'exmembre de SNL Andy Samberg i a Akiva Schaffer.

## Filmografia

### Cinema
| Any  | Títol                              | Rol                       | Notes                         |
| ---- | ---------------------------------- | ------------------------- | ----------------------------- |
| 2007 | Hot Rod                            | Kevin Powell              |                               |
| 2007 | Bratz                              | Cantante                  |                               |
| 2008 | Role Models                        | Mitch                     | Cameo                         |
| 2009 | Land of the Lost                   | Cha-Ka                    |                               |
| 2012 | The Watch                          | Guy                       | Cameo (amb The Lonely Island) |
| 2013 | Grown Ups 2                        | Porrista                  | Cameo (amb The Lonely Island) |
| 2014 | The Lego Movie                     | William Shakespeare (veu) |                               |
| 2014 | Neighbors                          | Toga                      | Cameo (amb The Lonely Island) |
| 2015 | Kung Fury                          | Adolf Hitler              |                               |
| 2016 | Popstar: Never Stop Never Stopping | Owen Bouchard             |                               |
| 2016 | Storks                             | Veu                       |                               |
| 2017 | It Happened in L.A.                | Elliot                    |                               |
| 2018 | Rampage                            |                           | Escena eliminada              |
| 2018 | Spider-Man: Into the Spider-Verse  | Veu                       |                               |
| 2019 | The Lego Movie 2: The Seambd Part  | Larry Poppins (veu)       |                               |
| 2020 | I Used to Go Here                  | Bradley Cooper            |                               |
| 2020 | Kung Fury 2                        | Adolf Hitler              | Posproducció                  |
| 2020 | An American Pickle                 |                           | Posproducció                  |

### Televisió
| Any       | Títol                                              | Rol                                 | Notes       |
| --------- | -------------------------------------------------- | ----------------------------------- | ----------- |
| 2005–2014 | Saturday Night Live                                | Varis                               | 22 episodis |
| 2011      | Up All Night                                       | Benjamin "B-Ro" Roth                | 1 episodi   |
| 2012–2013 | Girls                                              | Booth Jonathan                      | 3 episodis  |
| 2013–2014 | The League                                         | Spazz                               | 3 episodis  |
| 2014      | Gravity Falls                                      | Gabe Bensen (veu)                   | 2 episodis  |
| 2014–2016 | Comedy Bang! Bang!                                 | Ell mateixa                         | 3 episodis  |
| 2015      | Parks and Recreation                               | Roscoe Santangelo                   | 3 episodis  |
| 2015      | Man Seeking Woman                                  | Cupido                              | 1 episodi   |
| 2015      | Major Lazer                                        | Varis                               | 3 episodis  |
| 2016      | Brooklyn Nine-Nine                                 | Taylor                              | 1 episodi   |
| 2017      | Michael Bolton's Big, Sexy Valentine's Day Special | Rocker                              | 1 episodi   |
| 2018      | Drunk History                                      | Mehmed                              | 1 episodi   |
| 2019      | Miracle Workers                                    | Veu                                 | 1 episodi   |
| 2019      | The Unauthorized Bash Brothers Experience          | Reporter / Walt Weiss / Joe Montana | 1 episodi   |
| 2019      | Bless the Harts                                    | Craig (veu)                         | 1 episodi   |

### Escritor
| Any       | Títol                              | Notes        |
| --------- | ---------------------------------- | ------------ |
| 2005–2014 | Saturday Night Live                |              |
| 2007      | Hot Rod                            | No acreditat |
| 2008      | Extreme Movie                      |              |
| 2010      | MacGruber                          |              |
| 2016      | Popstar: Never Stop Never Stopping |              |

### Director
| Any       | Títol                              | Notes              |
| --------- | ---------------------------------- | ------------------ |
| 2010      | MacGruber                          |                    |
| 2011–2013 | Parks and Recreation               | 2 episodis         |
| 2012      | Up All Night                       | 1 episodi          |
| 2013      | Brooklyn Nine-Nine                 | 1 episodi          |
| 2016      | Popstar: Never Stop Never Stopping | Amb Akiva Schaffer |
| 2018–2019 | The Last O.G.                      | 5 episodis         |
| 2019      | Miracle Workers                    | 2 episodis         |